# Teresa García Sena
Teresa García Sena (Valencia, 26 de marzo de 1977 es una política española del Partido Popular de la Comunidad Valenciana diputada en el Congreso de los Diputados.
Es licenciada en Dirección y administración de empresas. Militante del PPCV, ha sido asesora del gabinete del presidente de la Generalitat Valenciana y del gabinete del Delegado del Gobierno en la Comunidad Valenciana.
En octubre de 2008 sustituyó en su escaño María José Catalá Verdet, diputada elegida a las elecciones generales españolas de 2008 y que había renunciado a su escaño. de 2008 a 2011 fue secretaria segunda de la Comisión de Cooperación Internacional para el Desarrollo del Congreso. En marzo de 2014 sustituyó Susana Camarero Benítez, elegida diputada a las elecciones de 2011. Desde entonces es secretaria primera de la Comisión Mixta para las Relaciones con el Tribunal de Cuentas hasta 2015.En las elecciones generales del 28 de abril de 2019 se presentó nuevamente por la provincia de valencia resultando elegida diputada nacional por dicha provincia. y en las del 10 de noviembre de 2019.